# داميون سكوت
داميون سكوت (باليابانية: ダミオン・スコット؛ بالكانا: だみおん すこっと) هو فنان قصص مصورة وتارينتو ورسام توضيحي ياباني وأمريكي، ولد في 28 ديسمبر 1976 في جامايكا.